# Nersia aridella
Nersia aridella är en insektsart som beskrevs av Melichar 1912. Nersia aridella ingår i släktet Nersia och familjen Dictyopharidae. Inga underarter finns listade i Catalogue of Life.